# Bogna Burska
Bogna Burska (nacida en 1974) es una dramaturga y artista visual polaca conocida por sus instalaciones, la fotografía espacial y el video. Su arte se presenta desde una perspectiva feminista. Sus composiciones pictóricas iniciales eran narraciones de formas de sangre congeladas hechas con pinturas rojas aplicadas con los dedos en las paredes, lienzos y vidrio.
Burska estableció la organización Warsaw Artists Action (WAA) en 2002. También fue coeditora de una revista de arte polaca titulada Internet Feminist and Gender Art Magazine Artmix, que fue la primera de su tipo que se ocupó de temas relacionados con el feminismo y la igualdad de género. Vive en Varsovia y trabaja en Gdańsk. Sus obras se han exhibido en Polonia y también en el extranjero en varios países. Su obra de arte ha sido descrita como una mezcla de "arte crítico y cuestiones estéticas". Su dedicación a la causa del movimiento feminista se expresa mejor citando sus propias palabras: "Soy artista, mujer y feminista. Trabajo en una variedad de temas, incluida la feminidad y sus rostros. Pero sea lo que sea lo que me preocupe en cada momento, los temas feministas son siempre de gran importancia para mí ".

## Biografía
Bogna Burska, nacida en 1974 en Varsovia, Polonia, se educó en la asignatura de arte en el Departamento de Pintura de la Academia de Bellas Artes de Varsovia, donde se licenció en 2001.
Burska comenzó su carrera en 2006 en Gdańsk como profesora en el departamento de Intermedia de Grzegorz Klaman en el Departamento de Escultura de la Academia de Bellas Artes de Gdansk. En la academia, continuó sus estudios de doctorado y obtuvo un doctorado (PhD) en 2009. Es profesora asociada en la Facultad de nivel intermedio de la Academia de Bellas Artes de Gdańsk.
El trabajo de arte de Burska cubre una multitud de técnicas como la pintura, una combinación de proyectos de instalación de medios, fotografía y video.

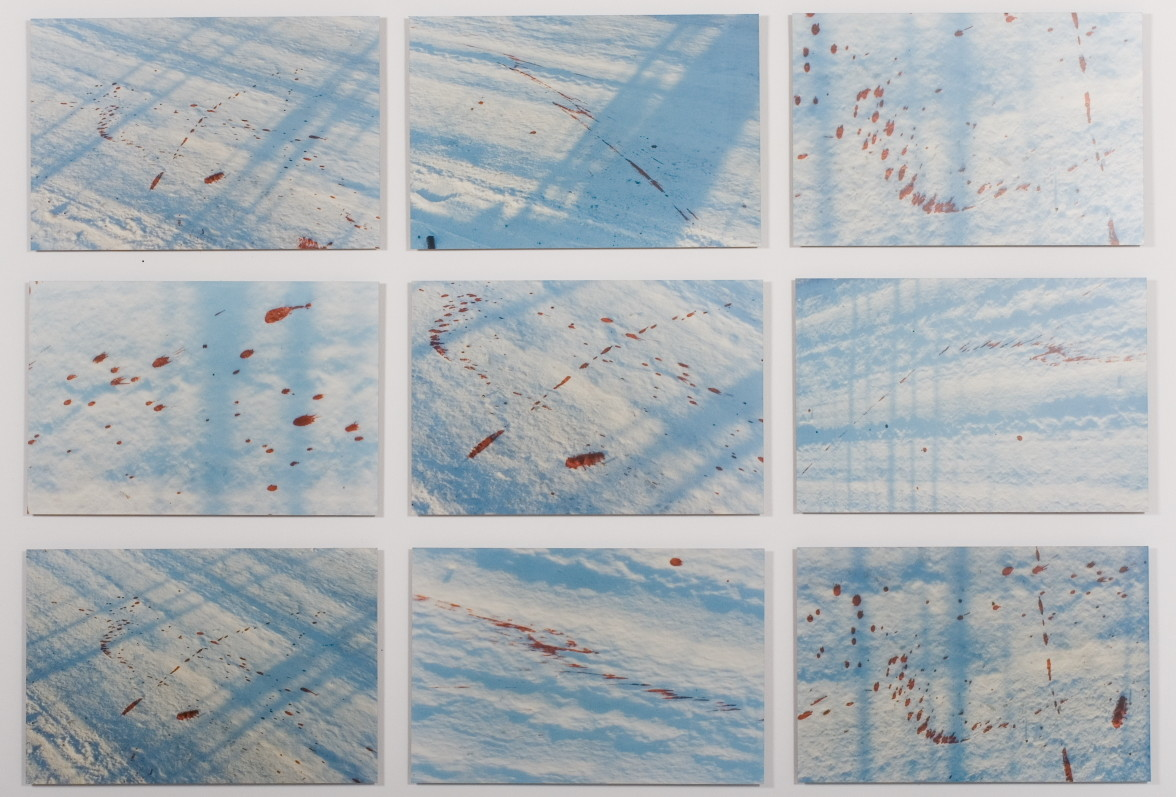
"Droga" de la colección permanente de la Galería Nacional de Arte Zachęta (Varsovia, Polonia)

Las obras con las que debutó Burska estaban relacionadas con la "corporalidad" (cuerpo físico) y su apreciación, con el color de la sangre dominando sus pinturas hechas a mano. También pintaba sobre vidrio y "moldes de resina"; su adopción del color rojo, que simboliza la sangre, denota no sólo "vida y vitalidad, sino también muerte, violencia, dolor y fisiología femenina". Algunas de sus creaciones en este género, realizadas durante 2001 y 2002, son:
- crear un pasaje totalmente en color sangre que fluía sobre las paredes blancas en las que estaban incrustadas tres pares de manos de hombres y mujeres. Esto fue realizado por sus alumnos en un taller organizado en el Centro de Arte Contemporáneo de Varsovia. Los espectadores de esta exposición se enfrentaban cara a cara a la comprensión del aspecto de la violencia sin ser conscientes del creador y las víctimas de tal violencia;
- otra instalación de este tipo tan impactante se creó en 2002 en la Galería Biała, donde se creó un ambiente de hogar dentro de la galería con habitaciones para padres, un niño, una pintura de un niño en la pared y manchas de sangre en una cama desocupada que indican varias interpretaciones como la violencia o incluso el ciclo mensual de las mujeres;
- una serie de fotografías en la que se mezclan estética y geométricamente imágenes de flores, cirugía, algoritmo ( Algorytm ), peonías en flor y una escena de una pierna amputada;
- y algunas de sus series fotográficas presentadas geométricamente consistieron en "Droga" hecha en 2003 con 9 imágenes, Deshielo (Odwilż) en 2003 que consta de 25 fotos, "Libro (Książka)" en 2004 que comprende 24 imágenes que muestran el patrón de manchas de sangre en la nieve contrastando con las vistas del cielo.[1][2]

En la "Aracne" (nombre de una encantadora tejedora en la mitología griega ) creada por Burska en 2003, había una combinación de un video y un conjunto de fotos, en las que se muestra en movimiento a un gigante, una temible araña peluda o "araña pájaro", en el dormitorio o tocador de una mujer bien arreglada. En esta obra Burska presenta los problemas de las mujeres sobre "pasiones y miedos" y belleza y fealdad. Está basado en la historia de Atenea y Zeus.
La innovadora técnica de Burska practicada desde 2004 en adelante se relaciona con la "técnica de video de metraje encontrado" basado en películas. En este género, las obras que creó, que recibieron reconocimiento, son "Lluvia en París" ( Deszcz w Paryżu ) en 2004 que incorpora fragmentos de escenas de amor y erotismo realizadas en París como Queen Margot, Marquise, Dangerous Liaisons, Frantic, Henry & June., Poison Pen (), Los amantes en el puente y Night Wind.
De 2006 a 2008, Burska produjo una serie de obras sobre el tema "Juego con los espejos cambiantes" (Gra z przemieszczającymi się zwierciadłami ). En otra serie, creó una nueva historia basándose en escenas de tres películas: Chinese Box, Lolita y Damage.

## Exposiciones
Burska ha realizado exposiciones individuales y colectivas de su obra de arte no solo en Polonia sino también en muchos otros países. Algunas de ellas son: 
Exposiciones individuales en:
- Galería Nacional de Arte Zachęta, Varsovia
- Galería de Arte Contemporáneo Bunkier Sztuki, Cracovia
- Instituto de Arte Wyspa, Gdańsk
- City Gallery Arsenal, Białystok
- Centro de arte Kronika, Bytom
- Galería Biala, Lublin
- Platan Galerie en Budapest
- Mistecki Arsenal en Kiev
- Galería PL en Roma .

Exposiciones colectivas en:
- CAIXA Cultural, Brasilia
- Museo Nacional de Arte de Letonia, Riga
- Galerie fur Zeitgenossische Kunst, Leipzig
- Neuer Berliner Kunstverein, Berlín
- Centro Nacional de Arte Contemporáneo, Moscú
- El Centro de Arte Contemporáneo, Vilnius
- Sala de exposiciones del Museo de Arte de Estonia, Tallin
- Museo de Fotografía de Tesalónica
- Centro Europeo de Arte Contemporáneo La Centrale Electrique, Bruselas
- Museo Arte Nuoro
- O Museu Nacional do Conjunto Cultural da Republica, Brasilia